# Wilhelm Krzysztof (landgraf Hesji-Homburg)
Wilhelm Krzysztof (ur. 13 listopada 1625 r. w Ober-Rosbach, zm. 27 sierpnia 1681 r. w Homburgu) – landgraf Hesji-Homburg od 1643 do 1669 r.

## Życiorys
Wilhelm Krzysztof był trzecim (a drugim spośród tych, którzy przeżyli ojca) synem landgrafa Hesji-Homburg Fryderyka I i Małgorzaty Elżbiety z Leiningen-Westerburg. W 1643 r. odziedziczył Hesję-Homburg po śmierci swego starszego brata, Ludwika Filipa.
Był dwukrotnie żonaty. Pierwszą żoną była Zofia Eleonora (1634–1663), córka landgrafa Hesji-Darmstadt Jerzego II. Z tego małżeństwa pochodziły następujące dzieci:
- Fryderyk (1651–1651),
- Krystyna Wilhelmina (1653–1722), żona księcia Meklemburgii-Grabow Fryderyka I,
- Leopold Jerzy (1654–1675),
- Fryderyk (1655–1655),
- Wilhelm (1656–1656),
- Karol Wilhelm (1658–1658),
- Filip (1659–1659),
- Magdalena Zofia (1660–1720), żona hrabiego Solms-Braunfels Wilhelma Maurycego,
- Fryderyk Wilhelm (1662–1663).

Drugą żoną Wilhelma Krzysztofa (poślubioną w 1665 r.) była Anna Elżbieta (1624–1688), córka księcia Saksonii-Lauenburg-Ratzeburg Augusta. To małżeństwo było bezdzietne.